# Castel del Piano
Castel del Piano és un municipi italià, situat a la regió de la Toscana i a la província de Grosseto. L'any 2012 tenia 4.675 habitants.
Limita amb els municipis d'Abbadia San Salvatore, Arcidosso, Castiglione d'Orcia, Cinigiano, Montalcino, Santa Fiora i Seggiano.

## Història
L'àrea de Castel del Piano se sap que fou habitada en temps prehistòrics, però la ciutat mateixa s'esmenta per primera vegada en un document de 890. Des de 1175 a 1332 era una possessió de la família Aldobrandeschi. Després de la caiguda de la República de Siena, va esdevenir una part del Gran Ducat de Toscana.

## Galeria

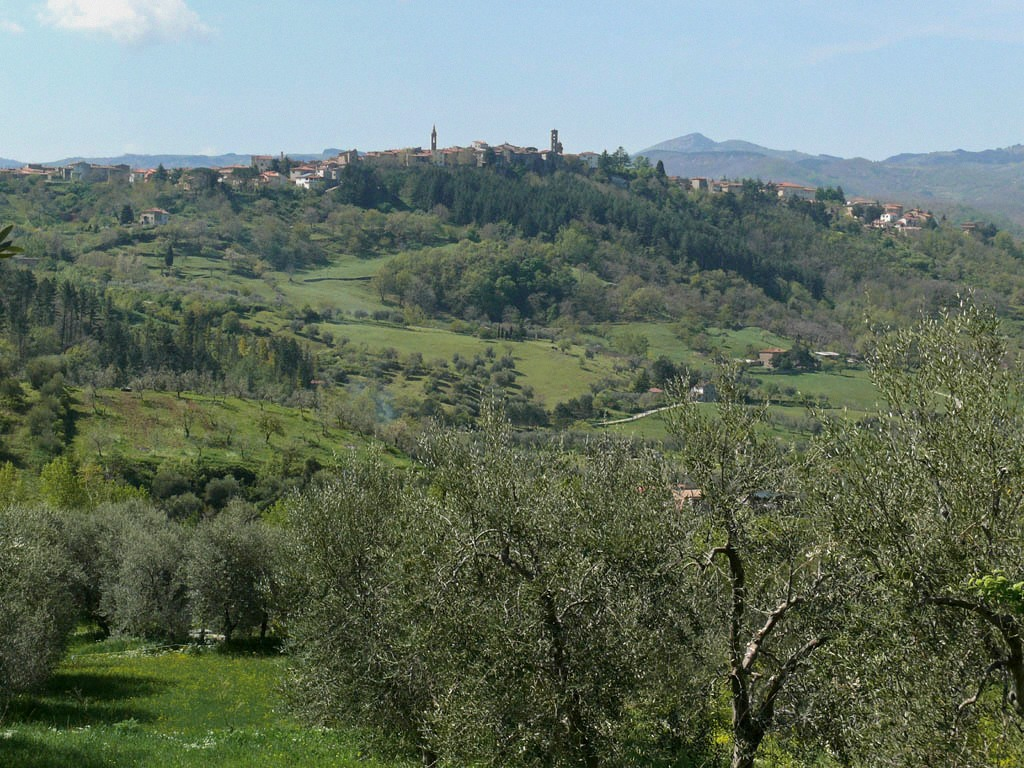
Vista del municipi
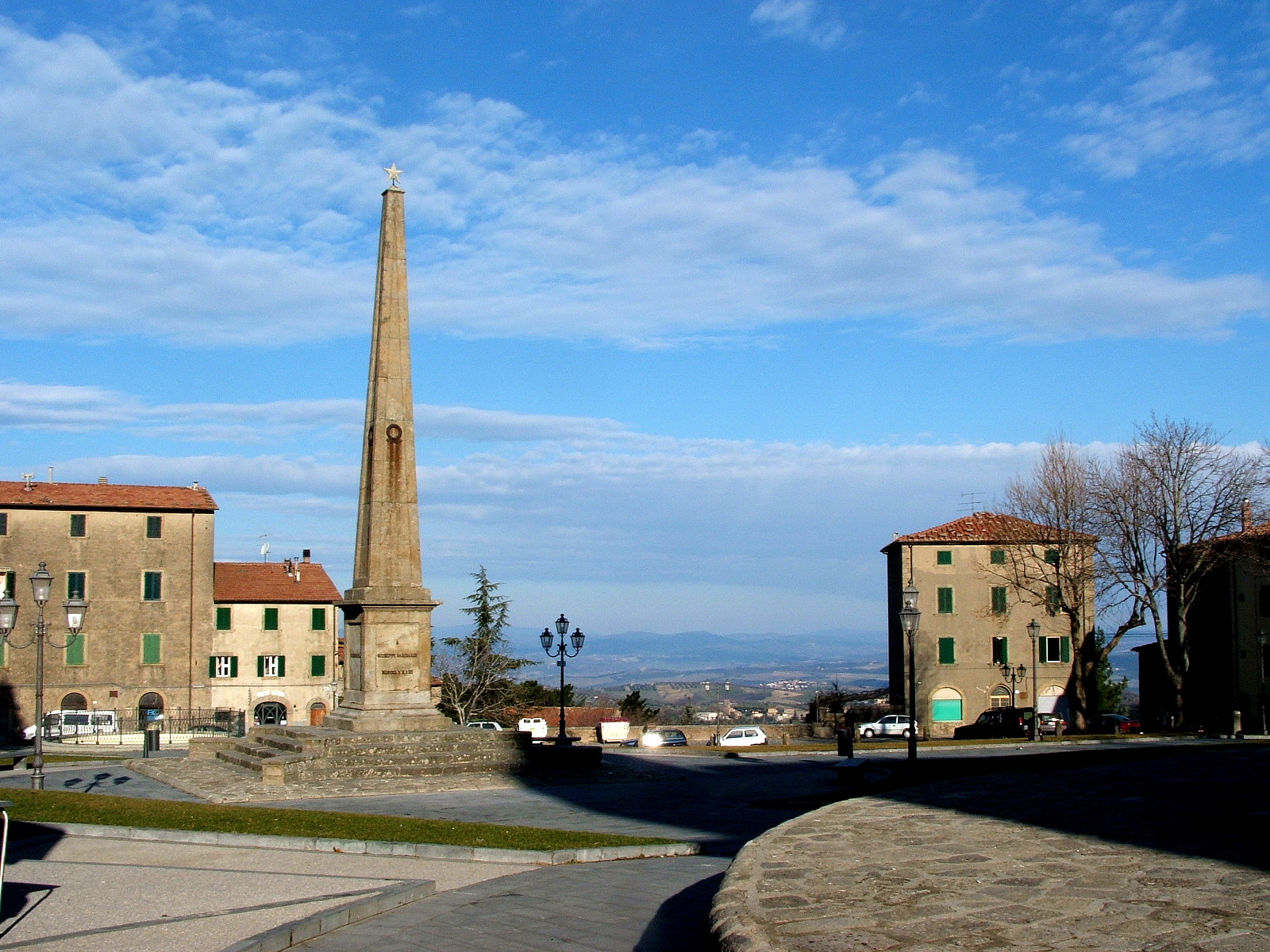
Plaça Garibaldi
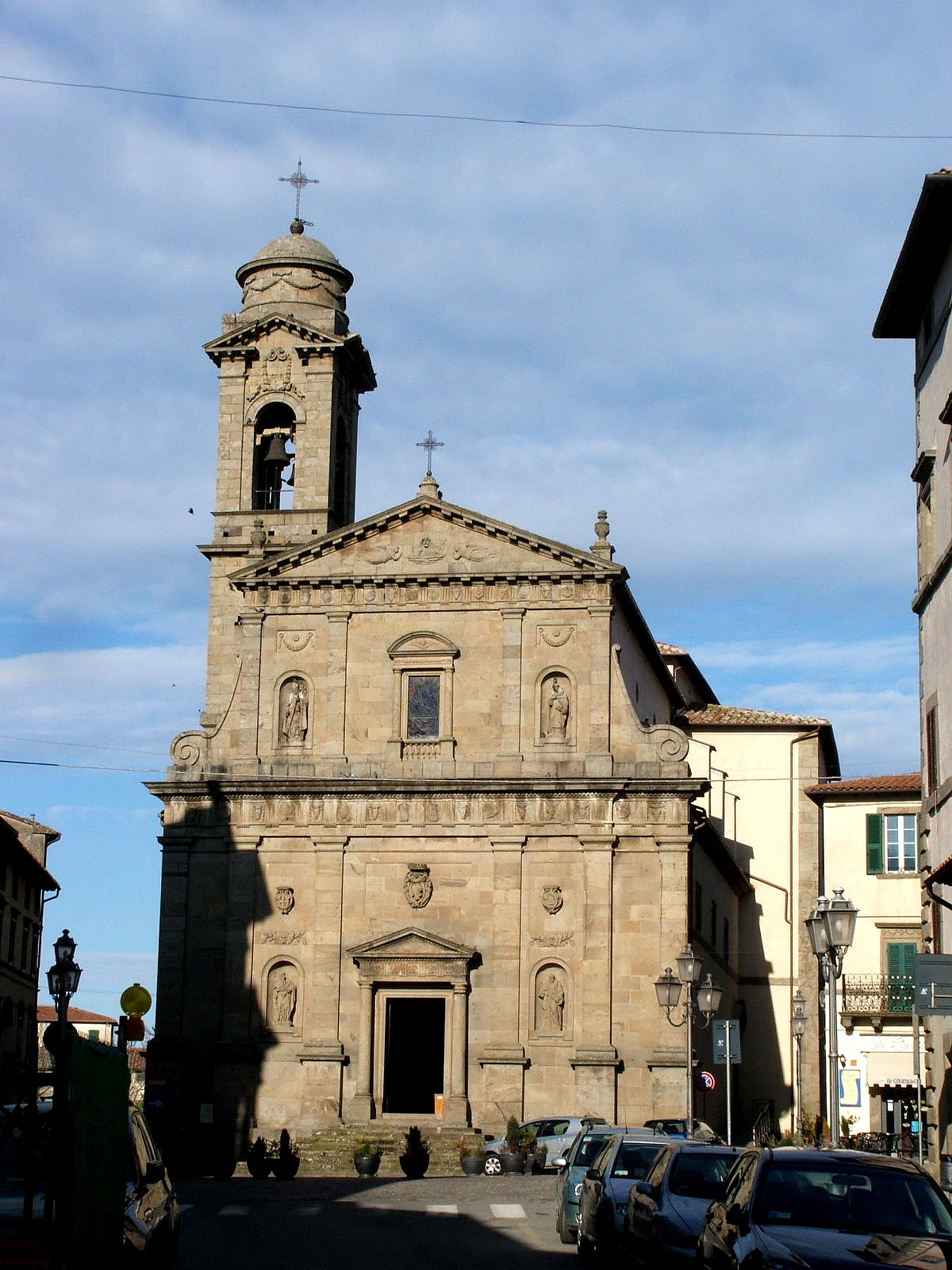
Església 'della Propositura'
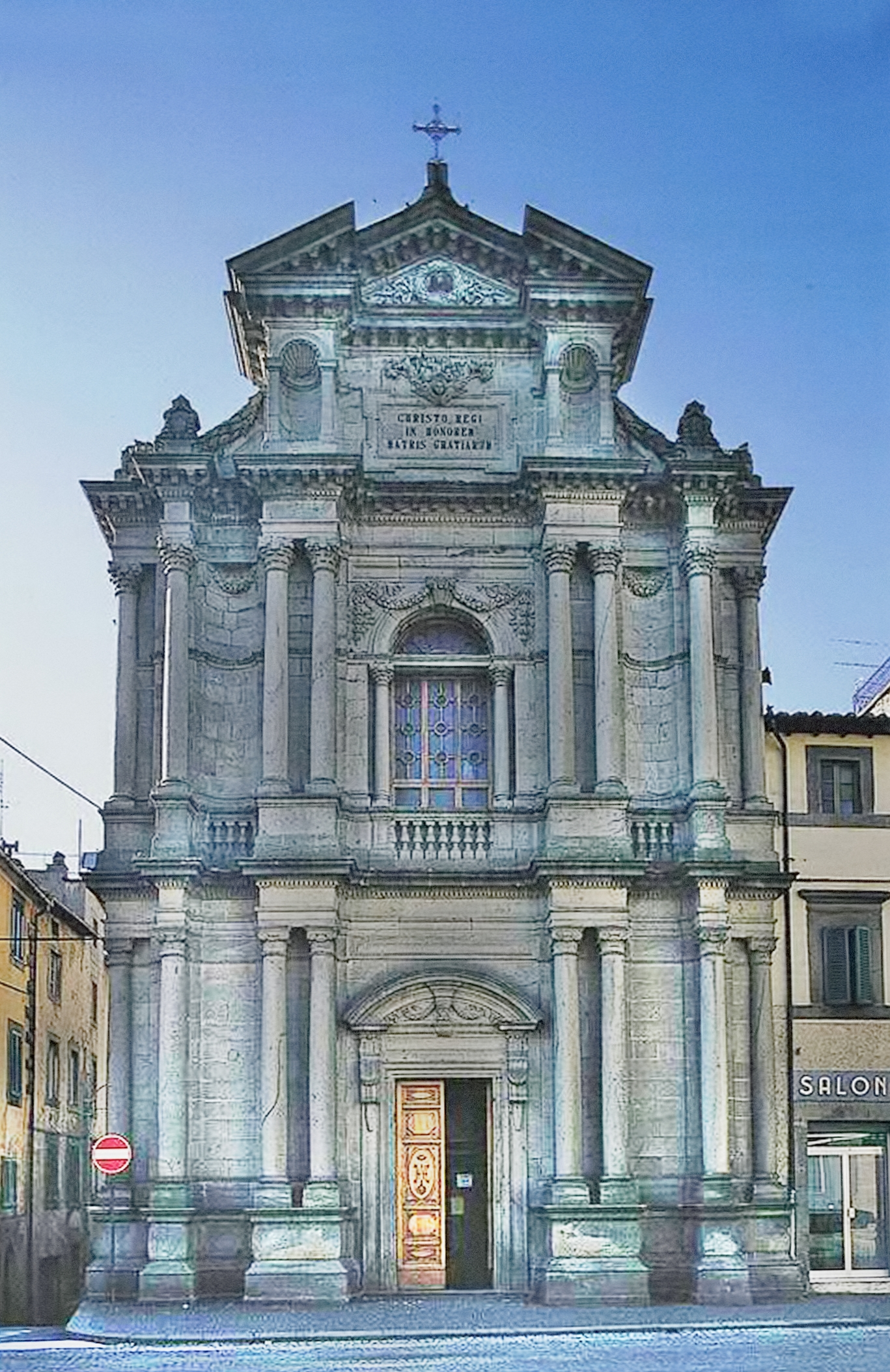
Església de Santa Maria
Localització del municipi de Castel del Piano dins de la província de Grosseto